# Лапиров-Скобло, Михаил Яковлевич
Михаил Яковлевич Лапиров-Скобло (1889—1947 гг.) — русский советский электротехник, принимал участие в разработке плана ГОЭЛРО. Автор книги об изобретателе Эдисоне в серии «Жизнь замечательных людей».

## Биография
Михаил Яковлевич Лапиров-Скобло родился в 1889 году в городе Витебске в рабочей семье. После окончания в 1913 году Варшавского политехнического института работал в электропромышленности.
В годы советской власти профессор, доктор технических наук М. Я. Лапиров-Скобло занимал ряд крупных постов: директора научно-исследовательского института связи, члена коллегии «Объединения электропромышленности», заместителя председателя Научно-технического отдела Высшего Совета Народного Хозяйства, заведующего кафедрами, редактора газеты «Правда» и Большой советской энциклопедии по науке и технике. В 1927—1934 годах принимал участие в составлении «Технической энциклопедии» в 26-и томах под редакцией Л. К. Мартенса, автор статей по тематике «техника освещения».
В 1930-х годах в Московском энергетическом институте был создан светотехнический цикл (кафедра), которым после профессора С. О. Майзеля руководил профессор М. Я. Лапиров-Скобло. 28 октября 1937 года он был арестован, осужден Военной коллегий Верховного суда СССР 11 июля 1941 года на срок 15 лет исправительно-трудовых лагерей. Скончался в заключении в 1947 году.
Автор книги об Эдисоне в серии «Жизнь замечательных людей».
М. Я. Лапиров-Скобло — один из авторов плана ГОЭЛРО. В 1920 году, как представитель Научно-технического отдела ВСНХ, входил в состав комиссии ГОЭЛРО, разрабатывавшей план электрификации России.
Член правления Московского дома учёных (1924).